# Matsudaira Tadaaki
Matsudaira Tadaaki est un nom japonais traditionnel ; le nom de famille (ou le nom d'école), Matsudaira, précède donc le prénom (ou le nom d'artiste).
Matsudaira Tadaaki (松平 忠明, 1583-1er mai 1644) est un samouraï de l'époque Azuchi Momoyama et du début de l'époque d'Edo. Il est au service et associé au clan Tokugawa.

## Biographie
Tadaaki naît en 1583, quatrième fils d'Okudaira Nobumasa, important vassal des Tokugawa. Sa mère, la princesse Kame, est la fille aînée de Tokugawa Ieyasu, ce qui fait de Tadaaki le petit-fils de Ieyasu. En 1588, Tadaaki est adopté par Ieyasu et c'est alors qu'il prend le nom de famille Matsudaira. Après la mort de son frère Matsudaira Ieharu en 1592, Tadaaki lui succède en tant que chef de famille en recevant le domaine de Nagane dans la province de Kozuke, d'une valeur de 7 000 koku. Il prend le nom d'adulte de Kiyomasa, qu'il change pour celui de Tadaaki en 1599, après avoir reçu le kanji « tada » (忠) du nom de Tokugawa Hidetada. En 1600, avec son père, Tadaaki se range du côté des forces de Tokugawa à la bataille de Sekigahara.
À la fin de 1602, Tadaaki reçoit le domaine de Tsukude, ce qui augmente son revenu de 10 000 koku et fait de lui un daimyo avec 17 000 koku de terres. Son revenu est de nouveau relevé en 1610 quand il est transféré au domaine d'Ise-Kameyama, d'une valeur d'environ 50 000 koku. En 1614, il dirige les forces envoyées par les domaines de la province de Mino pendant le siège d'Osaka.
Pour son service à Osaka, Tadaaki est récompensé par l'octroi du château d'Osaka. Il est fait daimyo de domaines dans les provinces de Settsu et Kawachi d'une valeur de 100 000 koku. Pendant quatre ans, Tadaaki se consacre principalement à la reconstruction de son domaine mais est rapidement déplacé une fois de plus : d'abord au domaine de Kōriyama dans la province de Yamato (120 000 koku) ; puis au domaine de Himeji en 1619 (180 000 koku). Dans ses dernières années, Tadaaki contribue à la gestion du tout nouveau shogunat Tokugawa. Il décède dans sa propriété d'Edo en 1644.
Ses descendants ont leurs avoirs déplacés plusieurs fois et deviennent finalement maîtres du domaine d'Oshi où ils demeurent jusqu'à la restauration de Meiji.

## Vassaux
- Ujii Yashiro

## Source de la traduction
- (en) Cet article est partiellement ou en totalité issu de l’article de Wikipédia en anglais intitulé « Matsudaira Tadaaki » (voir la liste des auteurs).